# Nova Russas
Nova Russas is een gemeente in de Braziliaanse deelstaat Ceará. De gemeente telt 32.016 inwoners (schatting 2009).
De gemeente grenst aan : en Ipueiras, Hidrolândia, Crateús, Catunda, Tamboril, Ararendá en Ipaporanga.